# Păulești (gmina w okręgu Satu Mare)
Păulești – gmina w Rumunii, w okręgu Satu Mare. Obejmuje miejscowości Amați, Ambud, Hrip, Păulești, Petin i Rușeni. W 2011 roku liczyła 4909 mieszkańców.